# Шпитковський Іван-Юліян Владиславович

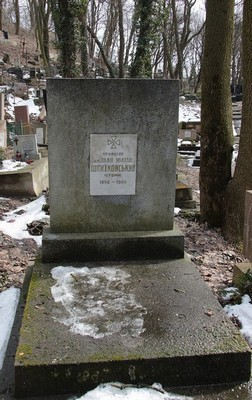

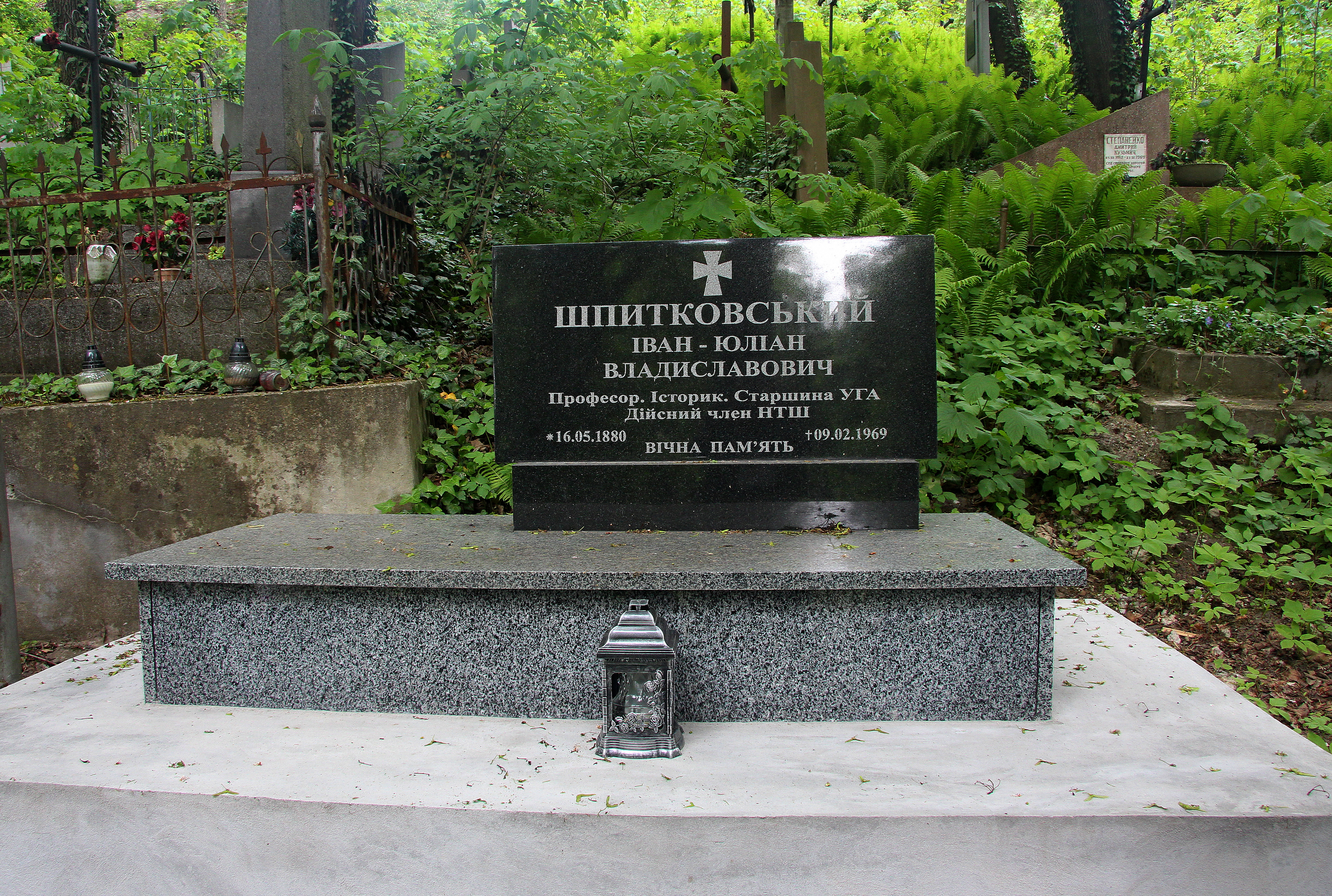

Іва́н-Юліян (Юліан) Владисла́вович Шпитко́вський (16 травня 1880, с. Джурин, нині Чортківський район — 9 лютого 1969) — український галицький історик і педагог, краєзнавець, музейник. Дослідник Гайдамаччини, зокрема Коліївщини (праця «„Гайдамаки“ Т. Шевченка, як пам'ятка Коліївщини», 1915), а також кустос музею «Стривігор» у Перемишлі. Дійсний член НТШ.

## Життєпис
Народився 16 травня 1880 року в с. Джурин, нині Чортківський район.
Брат — Олександр-Станіслав Шпитковський.
У 1897—1903 роках навчався в Бучацькій та Бережанській державних гімназіях.. Закінчив філософський факультет Львівського університету. Працював вчителем в гімназіях з німецької, польською та українською мовами навчання у Львові, Коломиї та Перемишлі.
Старши́на УГА, учасник спільних бойових дій ЗУНР та УНР. У 1919 році потрапив у «чотирикутник смерті» (тут — Трикутник смерті — помилково — див.карту) . Потрапив у полон, звідки його вивела місцева дівчинка.
Помер у Львові, похований на 31 полі Личаківського цвинтаря.